# Paul Querengässer
Paul Querengässer (* 22. Februar 1869 in Bahren; † nach 1932) war ein deutscher Landwirt, Gutsbesitzer und Politiker (DNVP, CNBL).

## Leben
Querengässer wurde als Sohn eines Gutsbesitzers geboren. Nach dem Volksschulabschluss besuchte er von 1885 bis 1886 die landwirtschaftliche Schule in Pößneck. Von 1888 bis 1891 leistete er Militärdienst beim Thüringischen Husaren-Regiment Nr. 12. Später übernahm er die Leitung des seit 1662 im Familienbesitz befindlichen Stammgutes in Bahren. Neben seiner beruflichen Tätigkeit als Landwirt war er Mitglied der Landwirtschaftskammer der Provinz Sachsen sowie Kreisbauernmeister, Vorsitzender der landwirtschaftlichen Kreisvertretung und Vorsitzender des Kreisverbandes landwirtschaftlicher Genossenschaften im Landkreis Ziegenrück.
Querengässer war von 1893 bis 1918 Gemeindevorstand von Bahren und Kreistagsmitglied des Landkreises Ziegenrück. Nach dem Ersten Weltkrieg trat er in die Deutschnationale Volkspartei (DNVP), für die er im Dezember 1924 als Abgeordneter in den Preußischen Landtag gewählt wurde. 1930 wechselte er zur Christlich-Nationalen Bauern- und Landvolkpartei (CNBL). Seit dem 30. Juli 1930 war er Mitglied der Deutschen Fraktion und seit dem 11. Februar 1932 fraktionsloser Abgeordneter. Mit Ablauf der dritten Legislaturperiode 1932 schied er aus dem Parlament aus. Im Landtag war er Vertreter des Wahlkreises 12 (Erfurt).